# Telembi
Telembi ist eine Ortschaft und eine Parroquia rural („ländliches Kirchspiel“) im Kanton Eloy Alfaro der ecuadorianischen Provinz Esmeraldas. Die Parroquia besitzt eine Fläche von 1265 km². Die Einwohnerzahl lag im Jahr 2010 bei 5639.

## Lage
Die Parroquia Telembi liegt im Küstentiefland im Nordwesten von Ecuador. Im Süden reicht das Areal bis zu den Ausläufern der Cordillera Occidental mit Höhen von 2700 m. Das Gebiet wird größtenteils über den Río Cayapas nach Norden entwässert. Der Hauptort Telembi befindet sich am Ostufer des Río Cayapas 50 km südlich vom Kantonshauptort Valdez. 
Die Parroquia Telembi grenzt im Osten an die Parroquia Luis Vargas Torres, im Süden an die Parroquia García Moreno (Kanton Cotacachi, Provinz Imbabura), im Südwesten an die Parroquia Malimpia (Kanton Quinindé), im Westen an die Parroquia Santo Domingo de Ónzole sowie im Norden an die Parroquia Atahualpa.

## Orte und Siedlungen
In der Parroquia gibt es folgende Comunidades: Boca de Zapallito, Zapallito, Palestina, Telembi, Zapallo Grande, Inmaculada, Tiguanero, Naranjito Chachi, Jeyambi, Tsejpi, Agua Salada, Chispero, Guadual, Madruña, Majúa, Loma Linda, San Miguel, Progreso, Cafetal, Corriente Seca, Estero Vicente, Cooperativa, El Salvador, Calle Larga, El Tigre, Agua Blanca, Viruela, Calle Mansa, La Tranca, Corriente Grande, Arenales, Balsar, Sabalito, Gallinazo, Bella Aurora, Hualpi del Cayapas, Naranjito de Hualpi, Tesoro Escondido, Perla de Guayabamba, El Cristal, El Jordán, Amuipi, Nuevo Horizonte und 3 de Julio.

## Geschichte
Die Gründung der Parroquia Telembi wurde am 27. Oktober 2000 im Registro Oficial N° 193 bekannt gemacht und damit wirksam.

## Ökologie
Im äußersten Süden befindet sich der Nationalpark Cotacachi Cayapas.